# Condado de San Luis
Para el condado con el mismo nombre en inglés véase Condado de St. Louis (Minnesota).
El condado de San Luis[cita requerida] (en inglés: St. Louis County), fundado en 1812, es uno de 114 condados del estado estadounidense de Misuri. En el año 2008, el condado tenía una población de 991,830 habitantes y una densidad poblacional de 753 personas por km². La sede del condado es Clayton. El condado recibe su nombre en honor a Luis IX de Francia, conocido como San Luis.

## Geografía
Según la Oficina del Censo, el condado tiene un área total de 1357 km² (523,9 mi²), de la cual 1316 km² (508,1 mi²) es tierra y 41 km² (15,8 mi²) (3.03%) es agua.

### Condados adyacentes
- Condado de St. Charles (noroeste)
- Condado de Madison (Illinois) (noreste)
- Ciudad de San Luis (este)
- Condado de St. Clair (Illinois) y el condado de Monroe (Illinois) (sureste)
- Condado de Jefferson (sur)
- Condado de Franklin (suroeste)

## Demografía
Según la Oficina del Censo en 2000, los ingresos medios por hogar en el condado eran de $50,532, y los ingresos medios por familia eran $61,680. Los hombres tenían unos ingresos medios de $45,714 frente a los $30,278 para las mujeres. La renta per cápita para el condado era de $27,595. Alrededor del 6.90% de la población estaban por debajo del umbral de pobreza.

## Transporte

### Carreteras principales
| - I-44 - I-55 - I-64 - I-70 - I-170 - I-255 - I-270 | - US-40 - US-50 - US-61 - US-66 (1926–1979) - US-67 - Ruta 21 - Ruta 30 | - Ruta 100 - Ruta 115 - Ruta 141 - Ruta 180 - Ruta 231 - Ruta 267 - Ruta 364 | - Ruta 366 - Ruta 367 - Ruta 370 |  |

## Educación

### Distritos escolares unificados
| - Affton - Bayless - Brentwood - Clayton - Ferguson-Florissant - Hancock Place - Hazelwood - Kirkwood | - Ladue - Lindbergh High School - Maplewood-Richmond Heights - Mehlville - Normandy - Parkway - Pattonville - Ritenour | - Riverview - Rockwood - Special School District - University City - Valley Park - Webster Groves - Wellston |

### Universidades
- La Universidad de Saint Louis en San Luis  Saint Louis University
- La Universidad Washington en San Luis (parcialmente ubicada dentro del condado y otra parte dentro de los límites de la Ciudad de San Luis)[3][4][5]
- Universidad de Misuri-San Luis
- Universidad Webster - Webster Groves
- Universidad Fontbonne
- Universidad Bautista de Misuri
- Universidad Maryville

### Bibliotecas públicas
La Biblioteca del Condado de San Luis gestiona bibliotecas públicas.

## Localidades
Para una lista por población véase: Área metropolitana de San Luis.
El condado de San Luis tiene 91 municipalidades y 9 lugares designados por el censo:
| - Affton † - Allenton † - Ballwin - Bella Villa - Bellefontaine Neighbors - Bellerive - Bel-Nor - Bel-Ridge - Berkeley - Beverly Hills - Black Jack - Breckenridge Hills - Brentwood - Bridgeton - Calverton Park - Carsonville ‡ - Castle Point † - Champ - Charlack - Chesterfield - Clarkson Valley - Clayton - Concord† - Cool Valley - Country Club Hills - Country Life Acres - Crestwood | - Creve Coeur - Crystal Lake Park - Dellwood - Des Peres - Earth City † - Edmundson - Ellisville - Eureka - Fenton - Ferguson - Flordell Hills - Florissant - Frontenac - Glasgow Village † - Glencoe - Glendale - Glen Echo Park - Grantwood Village - Greendale - Green Park - Grover † - Hanley Hills - Hazelwood - Hillsdale - Huntleigh - Jennings - Kinloch - Kirkwood | - Ladue - Lakeshire - Lemay † - Mackenzie - Manchester - Maplewood - Marlborough - Maryland Heights - Mehlville † - Moline Acres - Normandy - Northwoods - Norwood Court - Oakland - Oakville † - Olivette - Overland - Pacific - Pagedale - Pasadena Hills - Pasadena Park - Peerless Park ‡ - Pine Lawn - Richmond Heights - Riverview - Rock Hill | - Sappington † - Sherman † - Shrewsbury - Spanish Lake † - St. Ann - St. George - St. John - Sunset Hills - Sycamore Hills - Times Beach‡ - Town and Country - Twin Oaks - University City - Uplands Park - Valley Park - Velda City - Velda Village Hills - Vinita Park - Vinita Terrace - Warson Woods - Webster Groves - Wellston - Westwood - Wilbur Park - Wildwood - Winchester - Woodson Terrace |

† no incorporado
‡ Times Beach fue desincorporado en 1985, Peerless Park fue desincorporado en 1999, e igualmente Carsonville

### Municipios
| - Municipio de Airport - Municipio de Bonhomme - Municipio de Chesterfield - Municipio de Clayton - Municipio de Concord - Municipio de Creve Coeur - Municipio de Florissant - Municipio de Hadley - Municipio de Jefferson - Municipio de Lafayette | - Municipio de Lemay - Municipio de Lewis and Clark - Municipio de Maryland Heights - Municipio de Meramec - Municipio de Midland - Municipio de Missouri River - Municipio de Normandy - Municipio de Northwest - Municipio de Norwood - Municipio de Oakville | - Municipio de Queeny - Municipio de Spanish Lake - Municipio de St. Ferdinand - Municipio de Tesson Ferry - Municipio de University - Municipio de Wildhorse |